# Element (Instant-Messenger)
Element (vorher Riot.im) ist eine plattformübergreifend verfügbare freie Software für Chat, IP-Telefonie und Video-Telefonie über das ebenso freie Matrix-Protokoll.
Der Client ermöglicht es dem Benutzer, einen Server für die Verbindung zu wählen. Er steht unter der Apache-Lizenz. Element unterstützt Ende-zu-Ende-Verschlüsselung, Gruppen und gemeinsame Nutzung von Dateien zwischen Benutzern. Die Entwicklung von Element erfolgt in erster Linie durch die Firma New Vector Limited (unter dem Namen Element), die auch an der Entwicklung des Matrix-Protokolls selbst beteiligt ist.

## Merkmale
Element ist bekannt für die Fähigkeit, andere Kommunikationen über Matrix zu überbrücken, wie IRC, Slack, Telegram und andere. Da es möglich ist, den Client und den Chat-Server dahinter selbst zu hosten, wird Element oft von Datenschutzexperten empfohlen.
Weitere Merkmale sind:
- Video-Chat und Telefonie mittels WebRTC
- Lesebestätigung für gesendete Nachrichten
- Permalink auf Nachrichten
- Suchfunktion
- Ende-zu-Ende-Verschlüsselung mittels Olm (eine Bibliothek von Matrix)

## Geschichte
Am 15. Juli 2020 wurden Riot (der Messenger), New Vector (die Firma) und Modular (Webhosting für Matrix-Server) in Element umbenannt.

## Öffentliche Wahrnehmung
Als Referenzimplementierung des Matrix-Protokolls wird Element als Einsteiger-Client für neue Matrix-Nutzer empfohlen, auch vom Projekt selbst. In den Medien wird die App auch als Alternative zu Slack gesehen, aber auch zu anderen Instant-Messaging-Clients. Element ist populär in der Open-Source- und Freie-Software-Szene. Dort wird es auch wegen der dezentralen Natur des Protokolls empfohlen. Die App wurde (Stand Juni 2023) mehr als eine Million Mal aus dem Google Play Store heruntergeladen sowie darüber hinaus über weitere Plattformen, darunter F-Droid.
Die Deutsche Bundeswehr setzt Element unter dem Projekt BwMessenger seit 2020 als offiziellen sicheren Kommunikationsclient ein. Etwaige Änderungen sollen frei verfügbar gemacht werden.
So gibt es seit Ende 2023 eine erste Version des darauf aufbauenden „Bundes-Messengers“ für die besonderen Anforderungen des öffentlichen Sektors in Deutschland, zudem dient das Matrix-Kommunikationsprotokoll als Basis für das zukünftige TIM – Interoperables Instant Messaging im Gesundheitswesen.
Auch die französische Regierung setzt beim Projekt Tchap einen auf Element basierenden Kommunikationsclient ein.